# Richie Hearn
Richie Hearn (Glendale, Californië, 4 januari 1971) is een Amerikaans autocoureur. 

## Carrière
Hearn reed in 1994 in het Atlantic Championship en won vier races dat jaar en eindigde op de tweede plaats in de eindstand van het kampioenschap. In 1995 won hij de titel in deze raceklasse en won dat jaar drie races. Tussen 1996 en 2007 reed hij 59 races in de Champ Car Series en 25 races in de IndyCar Series. Tijdens het IndyCar seizoen van 1996-1997 won hij de race op de Las Vegas Motor Speedway, het werd zijn enige overwinning in de IndyCar. Hij stond in zijn carrière twee keer op poleposition en stond zeven keer aan de start van de Indianapolis 500. Zijn beste resultaat in deze belangrijke race kwam er bij zijn eerste deelname in 1996, hij werd derde dat jaar. Ook in 1996 behaalde hij zijn beste kampioenschapsplaats, hij werd tijdens dat Indy Racing League seizoen vierde in de eindstand. 

## Resultaten

#### Indianapolis 500
| Jaar | Chassis | Motor         | Start                         | Finish | Team        |
| ---- | ------- | ------------- | ----------------------------- | ------ | ----------- |
| 1996 | Reynard | Ford-Cosworth | 15                            | 3      | Della Penna |
| 2000 | Dallara | Oldsmobile    | 23                            | 27     | Pagan       |
| 2001 | Dallara | Oldsmobile    | DNQ                           | DNQ    | Tri-Star    |
| 2001 | Dallara | Oldsmobile    | Was reserve voor Tony Stewart |        |             |
| 2002 | Dallara | Chevrolet     | 22                            | 6      | Schmidt     |
| 2003 | G-Force | Toyota        | 28                            | 28     | Schmidt     |
| 2004 | G-Force | Toyota        | 30                            | 20     | Schmidt     |
| 2005 | Panoz   | Chevrolet     | 20                            | 25     | Schmidt     |
| 2007 | Dallara | Honda         | 32                            | 23     | Hemelgarn   |